# جوردان مين
جوردان تايلور مين (بالإنجليزية: Jordan Taylor Mein؛ مواليد 10 أكتوبر 1989) هو مُقاتل فنون قتالية مختلطة كندي.

## وصلات خارجية
- جوردان مين على موقع يو إف سي (الإنجليزية)
- جوردان مين على موقع بيلاتور (الإنجليزية)
- جوردان مين على موقع شيردوغ (الإنجليزية)
- جوردان مين على موقع IMDb (الإنجليزية)
- جوردان مين على موقع قاعدة بيانات الفيلم (الإنجليزية)